# الشيخ سعد (واسط)
الشيخ سعد وهي إحدى النواحي التابعة لقضاء الكوت مركز محافظة واسط في جنوب العراق تقع المدينة إلى الجنوب الشرقي من مدينة الكوت والتي تبعد عنها بمسافة 50 كيلومترا وتم استحداث الناحية بموجب أمر ملكي وذلك في سنة 1931. وقد سميت الناحية بهذا الاسم نسبة إلى الشيخ سعد وهو أحد ابرز مشايخ قبيلة بني لام وكان هو وابن عمه جنديل اللامي عضو مجلس اعيان في زمن المملكة العراقية وقبل أن تكون مدينة الشيخ سعد ناحية كانت تسمى (بسوق جنيديل). تبلغ مساحة ناحية الشيخ سعد حوالي 1791 كيلومتر مربع. تشتهر الناحية بزراعة بعض المحاصيل مثل الحنطة ,الشعير، الباقلاء، الخيار والباميا.

## السكان
ناحية الشيخ سعد ناحية ؤكبيرة يعود تاريخ تأسيسها إلى عام 1931م يسكنها مجموعة كبيرة من العشائر العراقية وبعض الكورد الفيليين وقد بلغ عدد سكان الناحية عام 2006 أكثر من 31 الف نسمة وحاليا يناهز عدد سكان الناحية 40 الف نسمة.

## هوامش
- يوجد في ناحية الشيخ سعد مشروع غابة شيخ سعد الصناعية العائدة إلى وزارة الصناعة سابقا.
- من ابرز القرى المرتبطة بالناحية هي قرية الشهابي وكانت ناحية لكنها ألغيت خلال الحرب العراقية الإيرانية كونها تقع على الحدود وكانت مسرحا للعمليات العسكرية آنذاك.